# Campyloneurus flavimarginatus
Campyloneurus flavimarginatus är en stekelart som först beskrevs av Günther Enderlein 1920.  Campyloneurus flavimarginatus ingår i släktet Campyloneurus och familjen bracksteklar. Inga underarter finns listade.